# (34665) 2000 WW184
2000 WW184 (asteroide 34665) é um asteroide da cintura principal. Possui uma excentricidade de 0.18344290 e uma inclinação de 14.69572º.
Este asteroide foi descoberto no dia 29 de novembro de 2000 por LONEOS em Anderson Mesa.